# Nery Domínguez
Nery Andrés Domínguez (Cañada de Gómez, Santa Fe, Argentina, 9 de abril de 1990) es un futbolista argentino que se desempeña como defensor y su actual club es San Lorenzo de Almagro de la Primera División de Argentina.
En Independiente ganó la Copa Sudamericana 2017, y en Racing Club, el torneo argentino de 2019 y el Trofeo de Campeones de ese mismo año. Es uno de los pocos jugadores de fútbol que se consagró campeón con los dos clubes rivales de Avellaneda.

## Trayectoria

### Rosario Central
Comenzó de pequeño jugando para un club de barrio: El Torito. También jugó en el Club Defensores de América (de donde surgió Fabián Monzon) y Santa Teresita (donde comenzó Ezequiel Garay), en ambos lugares su entrenador fue Juan Alberto Alegre. En el 2007 llegó a Rosario Central donde disputó 83 partidos en categorías inferiores y marcó 9 goles. Como su equipo descendió a la segunda categoría en 2010 no tuvo la oportunidad de jugar en reserva y hasta llegar a primera jugó en la primera división de la liga rosarina (allí se consagró campeón en 2010 y en 2011).
A comienzos de 2011 viajó a Suecia junto a su compañero Jonas Aguirre para probarse en un club de ese país, sin embargo esto no prosperó y volvieron a Rosario al poco tiempo. Realizó su primera pretemporada con el plantel profesional a mediados de 2011 luego de firmar su primer contrato. No fue tenido en cuenta por el entrenador Juan Antonio Pizzi durante la temporada 2011/12 ya que Central tenía muchos jugadores en su puesto: Julio Mozzo, Reinaldo Alderete, Federico Vismara y Matías Ballini.
Al comenzar la temporada 2012/13, y con la llegada de Miguel Ángel Russo como director técnico, Nery comenzó a ser tenido en cuenta y se ganó un lugar como titular en el equipo durante los partidos de pretemporada. Debutó oficialmente con la camiseta de Rosario Central el 18 de agosto de 2012 enfrentando a Boca Unidos por la segunda fecha del torneo de Primera B Nacional: ingresó a los 27 minutos del segundo tiempo en lugar de Alejandro Gagliardi y logró marcar el segundo gol de su equipo que le permitió ganar el partido. Continuó como titular durante el resto campeonato y volvió a marcar en la fecha 17 ante Gimnasia y Esgrima de La Plata y en la 18 ante Instituto. En la fecha 34 su equipo enfrentó a Gimnasia de Jujuy como visitante y ganó el encuentro por 3 a 0 por lo que se aseguró el ascenso a Primera División faltando 4 fechas. Al finalizar el torneo extendió su contrato con Rosario Central hasta junio de 2016.
en 2014 le hizo un gol a Newells en el clásico Rosarino.
En 2015 con la llegada de Eduardo Coudet, fue una pieza clave en el equipo, y titular indiscutible. A fin de año decidió no renovar su contrato y emigra al Querétaro Fútbol Club de México.

### Gallos Blancos de Querétaro
Después de negociaciones muy largas que se prolongaron por varias semanas, el 7 de enero de 2016 se confirmó de manera definitiva su pase al equipo queretano.

### Club Atlético Independiente
Tras no tener mucha continuidad en México, el club de Avellaneda lo contrata a través de un préstamo por un año, con opción de compra. Sale campeón de la Copa Sudamericana jugando varios partidos en un gran nivel.

### Racing Club
El 9 de enero de 2018 se confirma su pase a Racing Club a préstamo por 1 año, con opción de compra 2.000.000 de dólares por el 100% del pase, desde el Querétaro Fútbol Club. En junio de 2019 Racing hace uso del 50% del pase en 1.000.000 de dólares firmando contrato por 3 años más. A base de buen fútbol, cumplió con una excelente tarea en el mediocampo e improvisando de defensor cuando Leonardo Sigali o Alejandro Donatti estaban lesionados o suspendidos. Ante Estudiantes (LP) asiste a Darío Cvitanich para que anotara el único gol del partido. Contra Belgrano de Córdoba es encargado de realizar la jugada para que Racing abriera el marcador (gol de Lisandro López) a los 41 segundos de comenzado el partido. Todo ese trabajo dio su fruto el 31 de marzo de 2019 cuando se coronó campeón de la Superliga Argentina frente a Tigre, cortando una racha de 5 años sin salir campeón. 
Frente a Vélez Sarsfield (por el siguiente campeonato) anota su primer gol en la Academia, estableciendo el descuento en el empate 2-2 por la fecha 2. Para finalizar el año con un grandísimo nivel, se vuelve a coronar campeón con La Academia al ganar el Trofeo de Campeones de la Superliga Argentina ante Tigre por un resultado de 2-0 el 14 de diciembre de 2019. Anotaría su segundo gol con Racing frente a San Lorenzo de Almagro, en el empate 1-1. También saldría subcampeón de las finales de la Supercopa Argentina 2019 y de la Copa de la Liga Profesional 2021.

### Universidad de Chile
Tras terminar su contrato con Racing Club, el 1 de julio de 2022 es anunciado como nuevo refuerzo de Universidad de Chile de la Primera División.

## Estadísticas

### Clubes
| Club                           | Div.          | Temporada     | Liga  | Liga  | Liga   | Copas nacionales | Copas nacionales | Copas nacionales | Torneos internacionales | Torneos internacionales | Torneos internacionales | Total | Total | Total  |
| Club                           | Div.          | Temporada     | Part. | Goles | Asist. | Part.            | Goles            | Asist.           | Part.                   | Goles                   | Asist.                  | Part. | Goles | Asist. |
| ------------------------------ | ------------- | ------------- | ----- | ----- | ------ | ---------------- | ---------------- | ---------------- | ----------------------- | ----------------------- | ----------------------- | ----- | ----- | ------ |
| C.A. Rosario Central Argentina | 2ª            | 2012-13       | 35    | 3     | 1      | —                | —                | —                | —                       | —                       | —                       | 35    | 3     | 1      |
| C.A. Rosario Central Argentina | 1ª            | 2013-14       | 35    | 0     | 3      | —                | —                | —                | —                       | —                       | —                       | 35    | 0     | 3      |
| C.A. Rosario Central Argentina | 1ª            | 2014          | 12    | 1     | 1      | 2                | 0                | 1                | 1                       | 0                       | 0                       | 15    | 1     | 2      |
| C.A. Rosario Central Argentina | 1ª            | 2015          | 21    | 2     | 1      | 6                | 0                | 0                | —                       | —                       | —                       | 27    | 2     | 1      |
| C.A. Rosario Central Argentina | Total club    | Total club    | 103   | 6     | 6      | 8                | 0                | 1                | 1                       | 0                       | 0                       | 112   | 6     | 7      |
| Querétaro · México             | 1ª            | 2015-16       | 10    | 1     | 0      | —                | —                | —                | 4                       | 0                       | 0                       | 14    | 1     | 0      |
| Querétaro · México             | 1ª            | 2016-17       | 7     | 0     | 0      | 5                | 0                | 1                | —                       | —                       | —                       | 12    | 0     | 1      |
| Querétaro · México             | Total club    | Total club    | 17    | 1     | 0      | 5                | 0                | 1                | 4                       | 0                       | 0                       | 26    | 1     | 1      |
| C.A. Independiente Argentina   | 1ª            | 2017          | 14    | 1     | 1      | 0                | 0                | 0                | 5                       | 1                       | 1                       | 19    | 2     | 2      |
| C.A. Independiente Argentina   | 1ª            | 2017-18       | 3     | 0     | 0      | 1                | 0                | 0                | 2                       | 0                       | 0                       | 6     | 0     | 0      |
| C.A. Independiente Argentina   | Total club    | Total club    | 17    | 1     | 1      | 1                | 0                | 0                | 7                       | 1                       | 1                       | 25    | 2     | 2      |
| Racing Club Argentina          | 1ª            | 2018          | 14    | 0     | 1      | —                | —                | —                | 5                       | 0                       | 0                       | 19    | 0     | 1      |
| Racing Club Argentina          | 1ª            | 2018-19       | 18    | 0     | 2      | 4                | 0                | 0                | 4                       | 0                       | 0                       | 26    | 0     | 2      |
| Racing Club Argentina          | 1ª            | 2019-20       | 18    | 1     | 0      | 3                | 0                | 0                | 9                       | 0                       | 0                       | 30    | 1     | 0      |
| Racing Club Argentina          | 1ª            | 2020-21       | 3     | 0     | 0      | 2                | 0                | 0                | 7                       | 0                       | 1                       | 12    | 0     | 1      |
| Racing Club Argentina          | 1ª            | 2021          | 31    | 1     | 0      | —                | —                | —                | —                       | —                       | —                       | 31    | 1     | 0      |
| Racing Club Argentina          | 1ª            | 2022          | 13    | 1     | 0      | 1                | 0                | 2                | 6                       | 0                       | 1                       | 20    | 1     | 3      |
| Racing Club Argentina          | Total club    | Total club    | 97    | 3     | 3      | 10               | 0                | 2                | 31                      | 0                       | 2                       | 138   | 3     | 7      |
| Universidad de Chile · Chile   | 1.ª           | 2022          | 9     | 0     | 0      | 3                | 0                | 0                | —                       | —                       | —                       | 12    | 0     | 0      |
| Universidad de Chile · Chile   | 1.ª           | 2023          | 23    | 0     | 0      | 2                | 0                | 0                | —                       | —                       | —                       | 25    | 0     | 0      |
| Universidad de Chile · Chile   | Total club    | Total club    | 32    | 0     | 0      | 5                | 0                | 0                | 0                       | 0                       | 0                       | 37    | 0     | 0      |
| Total carrera                  | Total carrera | Total carrera | 266   | 11    | 10     | 29               | 0                | 4                | 43                      | 1                       | 3                       | 338   | 12    | 17     |
| 1. 2. 3.                       |               |               |       |       |        |                  |                  |                  |                         |                         |                         |       |       |        |

## Palmarés

### Campeonatos regionales
| Título        | Equipo              | Provincia | Año  |
| ------------- | ------------------- | --------- | ---- |
| Liga Rosarina | C.A Rosario Central | Santa Fe  | 2010 |
| Liga Rosarina | C.A Rosario Central | Santa Fe  | 2011 |

### Campeonatos nacionales
| Título              | Equipo              | País      | Año     |
| ------------------- | ------------------- | --------- | ------- |
| Primera B Nacional  | C.A Rosario Central | Argentina | 2012/13 |
| Copa MX             | Querétaro           | México    | 2016    |
| Primera División    | Racing Club         | Argentina | 2018/19 |
| Trofeo de Campeones | Racing Club         | Argentina | 2019    |

### Campeonatos internacionales
| Título            | Equipo             | Sede           | Año  |
| ----------------- | ------------------ | -------------- | ---- |
| Copa Sudamericana | C.A. Independiente | Río de Janeiro | 2017 |

### Capitán de Universidad de Chile
| Predecesor: Felipe Seymour | Capitán de Universidad de Chile 2023 - presente | Sucesor: |